# Leydigia acanthocercoides
Leydigia acanthocercoides is een watervlooiensoort uit de familie van de Chydoridae. De wetenschappelijke naam van de soort is voor het eerst geldig gepubliceerd in 1854 door Fischer.